# Erik Fahlbeck
Felix Erik Fahlbeck, född 24 maj 1893 i Lund, död där 11 juni 1975, var en svensk statsvetare och jurist.

## Biografi
Fahlbeck blev juris kandidat vid Stockholms högskola 1919 och genomförde tingstjänstgöring 1919–1922. Han var verkställande direktör i Handöls Nya Täljstens- och Vattenkrafts AB 1922–1944, blev filosofie doktor vid Uppsala universitet 1925, docent i statskunskap vid Stockholms högskola 1929 och var professor i förvaltningsrätt och statsrätt vid Lunds universitet 1944–1959. 
Fahlbeck tillhörde stadsfullmäktige i Djursholm 1920–1930, var redaktör för Svensk Tidskrift 1926–1930 och för Statsvetenskaplig Tidskrift 1945–1964. Han var ordförande i Lunds studentsångarförening 1945–1962 och inspektor för Wermlands nation i Lund 1945–1958. Han blev juris hedersdoktor i Lund 1947 och invaldes i Humanistiska vetenskapssamfundet i Lund 1947 (ordförande 1963–1965).

### Familj
Erik Fahlbeck var son till Pontus Fahlbeck och systerson till Reinhold von Willebrand. Han är far till Birgitta och Reinhold Fahlbeck.
Erik Fahlbeck är begravd på Norra kyrkogården i Lund.